# Oxiácido
Oxiácido é um ácido que contém oxigênio no grupo ácido de sua molécula. É um composto de fórmula R-OH. Uma de suas características é que da perda do hidron H+ resulta uma base conjugada R-O-.
Alguns exemplos de oxiácidos:
- P(OH)3 (ácido fosforoso)
- RC(=O)OH (ácido carboxílico)
- HOSOH
- HOCl (ácido hipocloroso)
- HON(=O) (ácido nitroso)
- (HO)2SO2 (ácido sulfúrico)
- RP(=0)(OH)2 (ácido fosfônico)

## Nomenclatura
A nomenclatura dos oxiácidos é dada a partir do acido-padrão de cada família. Assim, a nomenclatura dos demais ácidos varia de acordo com o numero de átomos de oxigênio. Determinam-se então os  nomes  dos demais ácidos com o uso de prefixos e sufixos.
Exemplo:         
```
+ 1   (
O
)           acido 
per
    +     nome do elemento    +     
ico
   

  

    

      

        

          

            
HCLO

            

              
4

            

            

              

            

          

        

      

    

    
{\displaystyle {\ce {HCLO4}}}

  

(acido 
per
clór
ico
)
```

```
acido-padrão   

  

    

      

        

          
⟶

        

      

    

    
{\displaystyle {\ce {->}}}

  

 acido        +      nome do elemento    +     ico   

  

    

      

        

          

            
H

            

              
2

            

            

              

            

          

          

            
SO

            

              
4

            

            

              

            

          

        

      

    

    
{\displaystyle {\ce {H2SO4}}}

  

 (acido sulfúrico)
```

```
-1     (
O
)          acido        +      nome do elemento    +     
oso
    

  

    

      

        

          

            
H

            

              
2

            

            

              

            

          

          

            
SO

            

              
3

            

            

              

            

          

        

      

    

    
{\displaystyle {\ce {H2SO3}}}

  

 (acido sulfur
oso
)
```

```
-2    (
O
)           acido 
hipo
   +      nome do elemento    +     
oso
   

  

    

      

        

          
HCLO

        

      

    

    
{\displaystyle {\ce {HCLO}}}

  

 (acido 
hipo
cloro
so
)
```

```
Família VIIA
 
(Cl, Br, I)
   acido-padrão:  

  

    

      

        

          

            
HClO

            

              
3

            

            

              

            

          

        

      

    

    
{\displaystyle {\ce {HClO3}}}

  

  (acido  clórico)
```

```

  

    

      

        

          

            
HClO

            

              
4

            

            

              

            

          

        

      

    

    
{\displaystyle {\ce {HClO4}}}

  

 (acido perclórico)
```

```

  

    

      

        

          

            
HClO

            

              
2

            

            

              

            

          

        

      

    

    
{\displaystyle {\ce {HClO2}}}

  

 (acido cloroso)
```

```

  

    

      

        

          
HClO

        

      

    

    
{\displaystyle {\ce {HClO}}}

  

   (acido hipocloroso)
```

```
Família VIA
 
(S, Se)
         acido-padrão:   

  

    

      

        

          

            
H

            

              
2

            

            

              

            

          

          

            
SO

            

              
4

            

            

              

            

          

        

      

    

    
{\displaystyle {\ce {H2SO4}}}

  

 (acido sulfúrico)
```

```

  

    

      

        

          

            
H

            

              
2

            

            

              

            

          

          

            
SO

            

              
3

            

            

              

            

          

        

      

    

    
{\displaystyle {\ce {H2SO3}}}

  

 (acido sulfuroso)
```

```
Família VA (N, P, As)
       acido-padrão   

  

    

      

        

          

            
HNO

            

              
3

            

            

              

            

          

        

      

    

    
{\displaystyle {\ce {HNO3}}}

  

(acido nítrico)
```

```

  

    

      

        

          

            
HNO

            

              
2

            

            

              

            

          

        

      

    

    
{\displaystyle {\ce {HNO2}}}

  

 (acido nitroso)
```

```
                                acido-padrão   

  

    

      

        

          

            
H

            

              
3

            

            

              

            

          

          

            
PO

            

              
4

            

            

              

            

          

        

      

    

    
{\displaystyle {\ce {H3PO4}}}

  

(acido fosfórico)
```

```

  

    

      

        

          

            
H

            

              
3

            

            

              

            

          

          

            
PO

            

              
3

            

            

              

            

          

        

      

    

    
{\displaystyle {\ce {H3PO3}}}

  

(acido fosforoso)
```

```

  

    

      

        

          

            
H

            

              
3

            

            

              

            

          

          

            
PO

            

              
2

            

            

              

            

          

        

      

    

    
{\displaystyle {\ce {H3PO2}}}

  

(acido hipofosforoso)
```

```
Família IVA 
(C)
               acido-padrão      

  

    

      

        

          

            
H

            

              
2

            

            

              

            

          

          

            
CO

            

              
3

            

            

              

            

          

        

      

    

    
{\displaystyle {\ce {H2CO3}}}

  

(acido carbônico)
```